# Michael Martin (brytyjski polityk)
Michael Martin, baron Martin of Springburn (ur. 3 lipca 1945 w Glasgow, zm. 29 kwietnia 2018) – brytyjski polityk, w latach 2000–2009 spiker Izby Gmin, dożywotni par Izby Lordów.

## Życiorys
Urodził się w największym mieście Szkocji jako syn marynarza i sprzątaczki. Jako piętnastolatek przerwał edukację i rozpoczął pracę w przemyśle blacharskim. Później był zatrudniony także w zakładach firmy Rolls-Royce. Szybko zaangażował się w ruch związkowy, zaś w wieku 21 lat przystąpił do Partii Pracy. W 1973 trafił do władz samorządowych Glasgow, a w 1979 uzyskał mandat parlamentarny. Szybko został uznany za polityka należącego do prawego skrzydła swej partii.
W latach 1987–1997 stał na czele tzw. Scottish Grand Comittee (Szkockiej Wielkiej Komisji), grupującej wszystkich członków Izby Gmin wybranych w Szkocji. W 1997 został Przewodniczącym Komitetu Sposobów i Środków (zastępcą spikera). 23 października 2000 został spikerem Izby Gmin, co tradycyjnie oznaczało dla niego zerwanie z jakąkolwiek polityką partyjną. W wyborach w 2005, zgodnie z wieloletnim zwyczajem, żadna z trzech głównych partii nie wystawiła przeciw niemu kontrkandydata w jego okręgu wyborczym, co zapewniło mu łatwe zwycięstwo. Jego cechą charakterystyczną stało się prowadzenie obrad Izby ze swoim robotniczym, szkockim akcentem.
Począwszy od jesieni 2008 roku sposób wypełniania urzędu przez Martina był przedmiotem coraz ostrzejszej krytyki zarówno w mediach, jak i wśród członków samej Izby. W listopadzie 2008 wydał zgodę (choć potem długo nie chciał publicznie tego potwierdzić), aby londyńska policja weszła na teren Pałacu Westminsterskiego i przeszukała, nie mając formalnego nakazu rewizji, biura konserwatywnego posła Damiana Greena, podejrzewanego o ujawnienie tajemnicy państwowej (później prokuratura umorzyła sprawę). W pierwszej połowie 2009 roku brytyjską sceną polityczną wstrząsnął skandal związany z nagminnym nadużywaniem przez posłów prawa do refundacji z państwowej kasy pieniędzy wydanych w związku z wypełnianiem mandatu, w szczególności kosztów wynajmu i utrzymania mieszkania służbowego. Martin – z urzędu stojący na czele administracji Izby Gmin – był oskarżany o nieporadność w całej tej sytuacji. W maju 2009 lider Liberalnych Demokratów Nick Clegg zażądał oficjalnie jego dymisji jako pierwszy tej rangi polityk.
21 czerwca 2009 zrezygnował z funkcji spikera w środku kadencji, co zdarzyło się po raz pierwszy od ponad 300 lat. Zgodnie z tradycją mówiącą, iż spiker nie wraca już do ław poselskich, dzień później zrzekł się mandatu parlamentarnego. Podobnie jak wszyscy byli spikerzy, został następnie kreowany parem dożywotnim i zasiadł w Izbie Lordów wśród członków niezależnych (crossbenchers).